# SeeU
SeeU (시유, Siyu?) es una Vocaloid coreana desarrollada por SBS Artech con la voz de la cantante de la banda de K-pop "Glam" Kim Dahee, de 17 años de edad. Un Vocaloid del motor de Vocaloid 3. Es el primer Vocaloid bilingüe del V3 teniendo voice banks en coreano y japonés.

## Historia
SeeU es un paquete de voz para la Vocaloid3, desarrollado por SBS Artech. Fue lanzado el 21 de octubre de 2011 en Corea y el 16 de diciembre del mismo año en Japón, para el software de VOCALOID3.
Hubo un concurso artístico a relacionado con ella. El ganador recibió una Wacom Tablet Intuous 740, una versión limitada de su software y una edición limitada del motor Vocaloid3, el segundo lugar recibió el paquete de software normal y el editor de Vocaloid3 edición limitada, y el tercer lugar sólo recibiría la edición limitada del software. Los ganadores se dieron a conocer el 17 de septiembre de 2011. Todos los ganadores y participantes notables aparecieron en un demo PV. El demo fue lanzado en septiembre del 2011. El día 23 su primer demo original fue subido, con todos los ganadores y menciones honrosas.
En octubre de 2011 fue lanzado un segundo demo, "Never Let You Go", con una voz diferente a la que se escuchó en "Run" y en "I=Fantasy".

## Voces
Ella tiene dos un voice banks: uno en coreano y otro en japonés, lo que le permite el uso de cualquiera en cuanto sea necesario. Ella es la primera Vocaloid del V3 teniendo voces en coreano y japonés.

### Japonés
Maneja el japonés fluidamente a pesar de ser coreana, algunas de sus canciones en japonés han sido mostradas en NND y en YouTube.
SeeU ya cuenta con 2 demos en japonés y ya tiene canciones con su Genderbent SeeWoo.

## Recepción y críticas
De los caracteres de Vocaloid3, SeeU ha recibido una gran acogida en su prelanzamiento, porque ella es la primera Vocaloid coreana. A pesar de un elogio general por su diseño y voz, ha habido algunas críticas de prelanzamiento.
Una de las mayores críticas estaba dirigida a la canción demo, si bien no es raro que se usen programas de ajuste automático en las canciones, el hecho que se usaran en la versión demo "I=Fantasy" fue tanto que incluso algunos sostienen que es imposible saber realmente lo buena que es la voz de SeeU o que si realmente es posible oír su voz en ese demo como realmente es, ya que algunos fanáticos de Glam, dicen que la voz utilizada en esas canciones cambia mucho a como es realmente.
Con base en estas quejas, la empresa realizó comunicado explicando que tanto la cantante real como el voice bank, habían sido mezcladas, pero que no se escondía ninguno de los resultados de la voz robótica de SeeU. El resultado de la reducción fue revelada. Después se mostró una versión de la canción interpretada únicamente por la Vocaloid. Esta versión revela que en realidad el canto de SeeU es bastante plano, aunque hay una nota que es un problema común con los voice banks Vocaloid y se debe al hecho de que se registran en un solo tono de voz. Sin embargo, a pesar de su planitud es muy suave en comparación con otros Vocaloids anteriores. Otras notas en la canción carecen de total claridad, la demo ha sido clasificado por los fanes veteranos como un engaño y la canción de baja calidad. Sin embargo, a pesar de la críticas, la canción ha sido muy popular y ya ha visto un gran número de covers de los demás Vocaloids. Su siguiente demo oficial estaba más centrado en la voice bank SeeU, pudiendo ser escuchada con más claridad como una Vocaloid.
SeeU también fue objeto de los fanes pro-Crypton y de fanes en el extranjero que no le gustaba la idea de los Vocaloids coreanos, sin embargo, esto no era nada nuevo, y este tipo de tratamiento se encontró también en los ya conocidos anti-fanes de los Vocaloid ingleses. También dentro del fandom japonés ha habido una gran cantidad de propagación de odio reportados en Nico Nico Douga y 2chan, que ha dejado golpear a un duro inicio de prelanzamiento.